# Kali (futebolista)
Carlos Manuel Gonçalves Alonso, conhecido como Kali, (Luanda, 11 de Outubro de 1978) é um defensor central do futebol angolano.

## Carreira
Jogou no FC Barreirense, tendo ingressado na 1a divisão portuguesa no Clube Desportivo Santa Clara - Açores. Enverdou ainda a camisola do FC Sion, Arles-Avignon e actualmente no Clube Desportivo 1º de Agosto - Angola. De realçar que por todos os clubes que passou, o defesa central envergou a braçadeira de capitão.
Ele representou o elenco da Seleção Angolana de Futebol no Campeonato Africano das Nações de 2012.